# Битва сцепленных
Би́тва сце́пленных (араб. معركة ذات السلاسل‎, ма’ракяту зату-с-салясиль) — первая битва между силами Арабского халифата и государством Сасанидов. Битва произошла вскоре после того, как завершились войны с вероотступниками, и Аравия оказалась объединена вокруг халифа Абу Бакра; также она была первой из битв, случившихся после того, как Арабский халифат начал расширять свои границы.

## Предыстория
Мусанна ибн Харис был вождём племени, жившего в северо-восточной Аравии недалеко от персидской границы. После окончания войн мусульман с вероотступниками ибн Харис начал совершать набеги на персидские города на территории современного Ирака. Рейды были успешными и дали заметную добычу. Миснах ибн Харис отправился в Медину, чтобы доложить Абу Бакру о своих успехах, после чего тот официально назначил ибн Хариса командующим воинами своего племени. Набеги на Ирак стали более дальними; используя мобильность лёгкой кавалерии, ибн Харис нападал на города из пустыни и вновь исчезал в пустыне, не давая сасанидской армии возможности поймать себя.
Успешные действия ибн Хариса привели Абу Бакра к решению вторгнуться в Ирак. Чтобы гарантировать победу в предстоящих сражениях, Абу Бакр решил составить армию вторжения исключительно из добровольцев, а командовать ими поставил своего лучшего полководца — Халид ибн Валида. Приказав ему двигаться на Хиру, Абу Бакр послал подкрепления, а также подчинил ибн Валиду вождей племён северо-восточной Аравии — Миснах ибн Хариса, Мазхур бин Ади, Хармалу и Сульму.
В первый день мухаррама 12-го года Хиджры (примерно в 3-ю неделю марта 633 года) Халид ибн Валид выступил из аль-Ямамы с армией в 10 тысяч человек. Перед этим он отправил послание Хормузу — персидскому наместнику пограничного округа Даст Мейсан:
Прими ислам — и спасёшься. Либо согласись платить джизью — и тогда ты и твои люди будете под нашей защитой. Откажешься — пеняй на себя, ибо я приду с людьми, которые жаждут смерти так же, как ты жаждешь жизни.
К ибн Валиду присоединились вожди племён со своими людьми (2 тысячи человек у каждого), таким образом границу государства Сасанидов он пересёк с армией в 18 тысяч человек. Персидский командующий проинформировал шахиншаха об угрозе из Аравии, и собрал для битвы армию, во вспомогательных частях которой было много арабов-христиан.

## Стратегия Халид ибн Валида
Сасанидская армия была одной из лучших армий своего времени, её единственной слабостью была малая подвижность: тяжеловооружённые персы не могли перемещаться быстро, и большие перемещения выматывали их. Мусульманские же войска были мобильными: воины перемещались на верблюдах и лошадях, и могли совершать кавалерийские атаки. Халид ибн Валид решил использовать это преимущество, противопоставив скорость передвижения мусульманских войск малоподвижности персидской армии. Он запланировал вынудить персидские войска совершать марши и контрмарши до тех пор, пока они не выдохнутся, а затем атаковать их, когда те устанут. Успешному осуществлению его стратегии  должна была помочь также география региона: в Убаллу вело две дороги — через Казиму, и через Хуфаир, и так как ибн Валид отправил послание Хормузу из аль-Ямамы, то персы решили, что арабы двинутся на Убаллу по кратчайшему пути через Казиму.

## Сражение
Хормуз отправился от Убаллы к Казиме, ожидая, что арабы движутся к ней, однако не обнаружил там никаких следов мусульманских войск. Вскоре разведчики сообщили ему, что Халид ибн Валид движется через Хуфейр. Так как Хуфейр находился всего в паре-тройке десятков километров от Убаллы, то это угрожало базе Хормуза: Убалла была важным портом Сасанидского государства (она находилась возле нынешней Басры). Поэтому Хормуз немедленно приказал двигаться к Хуфейру, до которого было более чем в два раза дальше, чем от Хуфейра до Убаллы. Халид ибн Валид расположился с войском около Хуфейра и ждал, в то время как разведка информировала его о спешном приближении персов, а потом через пустыню двинулся на Казиму. Достигнув Хуфейра, Хормуз узнал о выдвижении мусульман к Казиме. Так как казимскую дорогу нельзя было оставлять в руках арабов, то тяжеловооружённая персидская армия вновь отправилась к Казиме, и прибыла туда изрядно уставшей.
Хормуз построил свою армию к битве стандартным построением, с разделением на центр и крылья; крыльями командовали генералы Кубаз и Анужджан. Персидские воины соединились друг с другом цепями: это уменьшало вероятность того, что вражеская кавалерия прорвёт строй. Так как персидская армия была подготовлена к лобовой схватке, то при таком построении она должна была стоять под натиском противника как скала. Однако у цепей был один недостаток: скованные цепями солдаты не могли отступить при необходимости.
Хормуз расположил свою армию у западной окраины Казимы, прикрыв город. Халид ибн Валид разместил свою армию спиной к пустыне, куда он при необходимости имел возможность отступить. Перед началом битвы Хормуз вызвал Халид ибн Валида на поединок. Халид принял вызов и убил Хормуза. На случай своего поражения Хормуз заранее разместил перед фронтом своих войск своих лучших богатырей, и те успели достичь ибн Валида, но были убиты с помощью одного из его генералов — Кака ибн Амра. Гибель Хормуза дала психологическое преимущество мусульманам, и Халид ибн Валид скомандовал общую атаку, чтобы его использовать. Уставшая персидская армия не могла долго сопротивляться, и мусульмане смогли прорвать фронт во многих местах. Командовавшие крыльями персидские генералы, предчувствуя поражение, скомандовали отступление, которое переросло во всеобщее бегство. Те персы, кто не был скован цепями, смогли спастись, скованные же не могли двигаться быстро и были убиты.

## Итог
Победив в «битве сцепленных», Халид ибн Валид разбил сасанидов ещё в трёх битвах, и в итоге взял свою цель — Хиру. Первое вторжение мусульман в Ирак завершилось за четыре месяца. Абу Бакр не стал направлять Халид ибн Валида глубже в сасанидскую территорию, а через девять месяцев послал его на сирийский фронт командовать вторжением в Византийскую империю.